# Мирча Друк
Мирча Георгиевич Друк е първият министър-председател в историята на независима Молдова през периода 1990 – 1991 г., инициатор на кампанията срещу Гагаузия през 1990 г. През 1992 г. емигрира в Румъния.

## Биография
Мирча Друк е роден на 25 юли 1941 г. в молдовско селско семейство в село Почумбауци, Ришкански окръг на Бесарабия, окупирана от Румъния. Той обаче смята семейството си не за молдовци, а за румънци, тъй като е роден в годината на румънското владичество над Бесарабия. Завършва Ленинградския университет, Московския университет и аспирантура в Института за Латинска Америка на Академията на науките на СССР. По професия – икономист, психолог, преводач, владее няколко чужди езика, включително четири свободно. Работил е в производството и във висшите учебни заведения, занимавал се е с наука.
В началото на 70-те години той е изключен от КПСС „заради толерантното му отношение към националистическите възгледи“.
Опитите да се възстанови членството му са неуспешни.
От 1989 до 1990 г., преди да бъде избран за председател на Министерския съвет на МССР, М. Друк работи като генерален директор на Националния център за икономическо сътрудничество с чужбина в Кишинев.
От 25 май 1990 г. до 28 май 1991 г. той е министър-председател на Молдова. В същото време през 1990 г. е член на Президентския съвет на Молдова и лидер на парламентарната група „Народен фронт“. През декември 1991 г. става председател на Съвета за национално обединение. През февруари 1992 г. е избран за председател на Християндемократическия народен фронт на Молдова.